# USS Lake Champlain (CV-39)
«Лейк-Шамплейн» (англ. USS Lake Champlain (CV-39)) — важкий ударний авіаносець США періоду Другої світової війни типу «Ессекс», довгопалубний підтип.
Свою назву отримав на честь битви на озері Лайк-Шемплейн у 1812 році під час Англо-американської війни 1812—1815 років.

## Історія створення
Авіаносець «Лейк-Шамплейн» був закладений 15 березня 1943 року на верфі Norfolk Naval Shipyard у Портсмуті (Вірджинія). Спущений на воду 2 листопада 1944 року, вступив у стрій 3 червня 1945 року.

## Історія служби

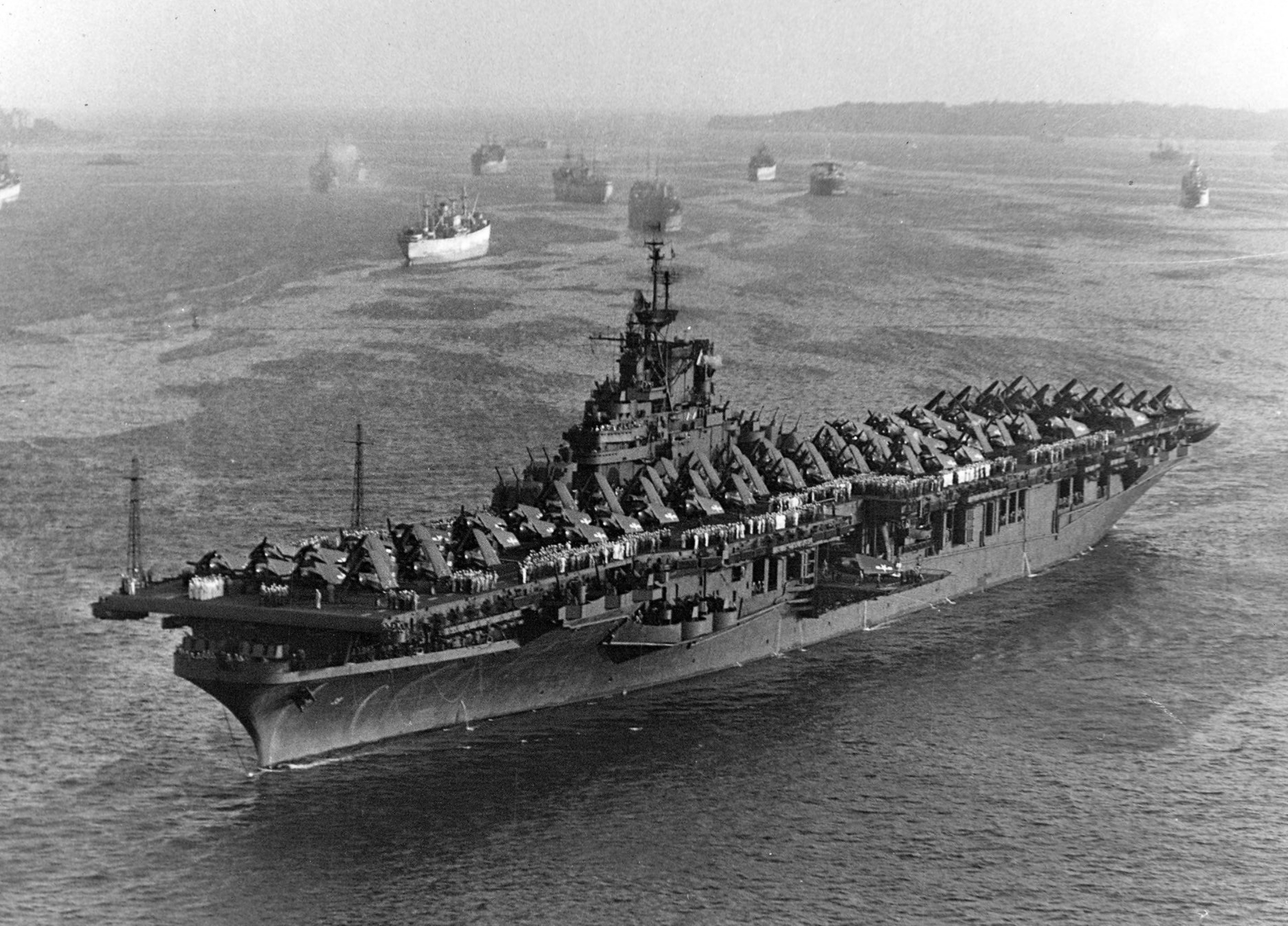
«Лейк-Шамплейн» у серпні 1945 року

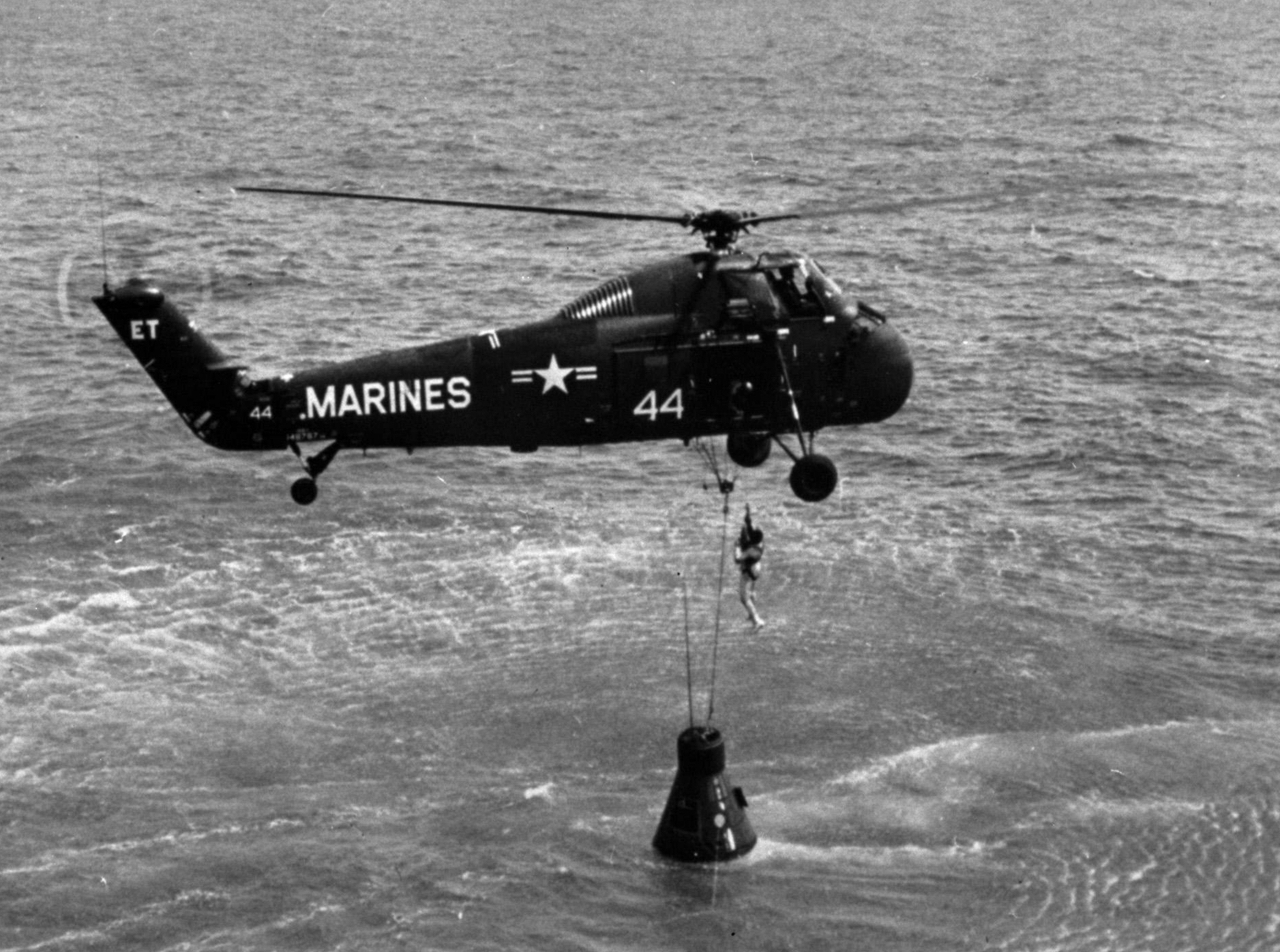
Вертоліт HUS-1 піднімає спускний модуль «Меркурій-Редстоун-3» з Аланом Шепардом на борту

Авіаносець «Лейк-Шемплейн» взяв участь в операції «Чарівний килим» — перевозив американських солдатів на батьківщину. Під час операції авіаносець встановив рекорд швидкості перетину Атлантичного океану, затративши на шлях від мису Спартель у Марокко до Гемптон-Роудс 4 дні 8 годин 51 хвилину (середня швидкість 32,048 вузла), завоювавши Блакитну стрічку Атлантики. Цей рекорд був перевершений тільки у 1952 році лайнером «SS United States».
17 лютого 1947 році авіаносець «Лейк-Шамплейн» був виведений в резерв.
Протягом серпня 1950 року — вересня 1952 року «Лейк-Шамплейн» пройшов модернізацію за програмою SCB-27 на верфі Norfolk Naval Shipyard У Портсмуті (Вірджинія). Він став єдиним кораблем свого класу, який не був модернізований за програмою SCB-125 та не отримав кутову польотну палубу.
19 вересня 1952 року авіаносець був введений у стрій і, здійснивши тренувальне плавання, вирушив у похід до берегів Кореї через Суецький канал, Червоне море, Індійський океан у Південнокитайське море, де з 14 червня 1952 року взяв участь у Корейській війні. Літаки з «Лейк-Шамплейна» завдавали ударів по позиціях ворога, здійснювали авіаційну підтримку наземних військ ООН та ескортували бомбардувальники B-29. 1 жовтня 1952 року перекласифікований в ударний авіаносець CVA-39. 11 жовтня 1952 року був замінений біля берегів Кореї авіаносцем «Кірсердж».
Після повернення у США авіаносець здійснив декілька походів у Середземне море, де брав участь у маневрах НАТО.
Наприкінці 1950-х років «Лейк-Шамплейн» був перекласифікований в протичовновий авіаносець CVS-39.
У 1962 році авіаносець брав участь у блокаді Куби під час Карибської кризи.

### Участь у космічних програмах
Авіаносець «Лейк-Шамплейн» брав участь у декількох космічних програмах НАСА.
Так, авіаносець був обраний як головний рятувальний корабель місії «Меркурій-Редстоун-3» — першого пілотованого суборбітального польоту США. 1 травня 1961 року вертоліт з авіаносця підібрав спускний модуль корабля з Аланом Шепардом на борту.
У 1965 році «Лейк-Шамплейн» знову був головним рятівним кораблем програми «Джеміні-5». 29 серпня він підібрав спускний апарат з астронавтами Гордоном Купером та Чарльзом Конрадом на борту.

### Завершення служби
2 травня 1966 року «Лейк-Шемплейн» був виведений в резерв, 1 грудня 1969 року виключений зі списків флоту та проданий на злам у 1972 році.